# Gare de Sévérac
Ne doit pas être confondu avec Gare de Sévérac-le-Château.
La gare de Sévérac est une gare ferroviaire française de la ligne de Savenay à Landerneau, située sur le territoire de la commune de Sévérac dans le département de la Loire-Atlantique en région Pays de la Loire.
La station est mise en service en 1862 par la Compagnie du Chemin de fer de Paris à Orléans (PO).
C'est une halte voyageurs de la SNCF, desservie par des trains TER Pays de la Loire.

## Situation ferroviaire
Établie à 21 mètres d'altitude, la gare de Sévérac est située au point kilométrique (PK) 498,628 de la ligne de Savenay à Landerneau, entre les gares de Saint-Gildas-des-Bois et de Redon.

## Histoire
L'arrivée du chemin de fer sur la commune provoque de vive oppositions et négociations car l'emprise est importante, la Compagnie du chemin de fer de Paris à Orléans (PO) a besoin de 65 ha pour le passage de la ligne et l'installation d'une station. La station de Sévérac est mise en service le 21 septembre 1862 par la Compagnie du PO lorsqu'elle inaugure et ouvre à l'exploitation la section de Savenay à Lorient, via Redon. La commune compte alors 1 371 habitants.
Le bâtiment voyageurs est un modèle type à trois ouvertures et un étage sous une toiture à deux pans. Comme 16 autres gares de la ligne il est principalement construit en briques et en tuffeau ce qui visuellement donne une alternance de lignes rouges et blanches.
Dans les années qui suivent, la gare devient un pôle économique actif au rayonnement dépassant les limites du territoire de la commune, elle représente « le plus important chiffre d'affaires du canton ».
Dans les années 1950, le développement des activités industrielles de Saint-Nazaire est une source d'emplois ouvriers sur un large territoire, un train quotidien dénommé « La Navette » parcours la ligne entre la gare de Redon et celle de Saint-Nazaire via les « gares de Sévérac, Saint-Gildas-des-Bois, Drefféac, Pontchâteau, Besné, Montoir, Méan, la Passerelle de Penhoët ». La décennie suivante est toujours économiquement favorables aux trafics de la gare, notamment les expéditions de marchandises : pommes, bois et Kaolin.
Après les périodes fastes, le trafic ferroviaire diminue au point de n'avoir plus l'utilité des infrastructures d'origine. En 1988, l'ancienne halle à marchandises est détruite et le bâtiment voyageurs est démoli en 1990. La gare qui a perdu son personnel devient une simple halte voyageurs.

## Service des voyageurs

### Accueil
Halte SNCF, c'est un point d'arrêt non géré (PANG) à accès libre. Elle est équipée d'abris de quai.

### Desserte
Séverac est desservie par des trains TER Pays de la Loire effectuant la relation Redon - Nantes (un aller et deux retours par jour en semaine),.
Depuis 2019, Sévérac a 9 trains / jour depuis Nantes et 8 vers Nantes grâce au cadencement et au grand changement horaires sur les lignes Nantes / Saint-Nazaire-Redon

### Intermodalité
Un parc pour les vélos et un parking pour les véhicules y sont aménagés. La ligne T5 du réseau de car Aléop dessert la gare.

Installations
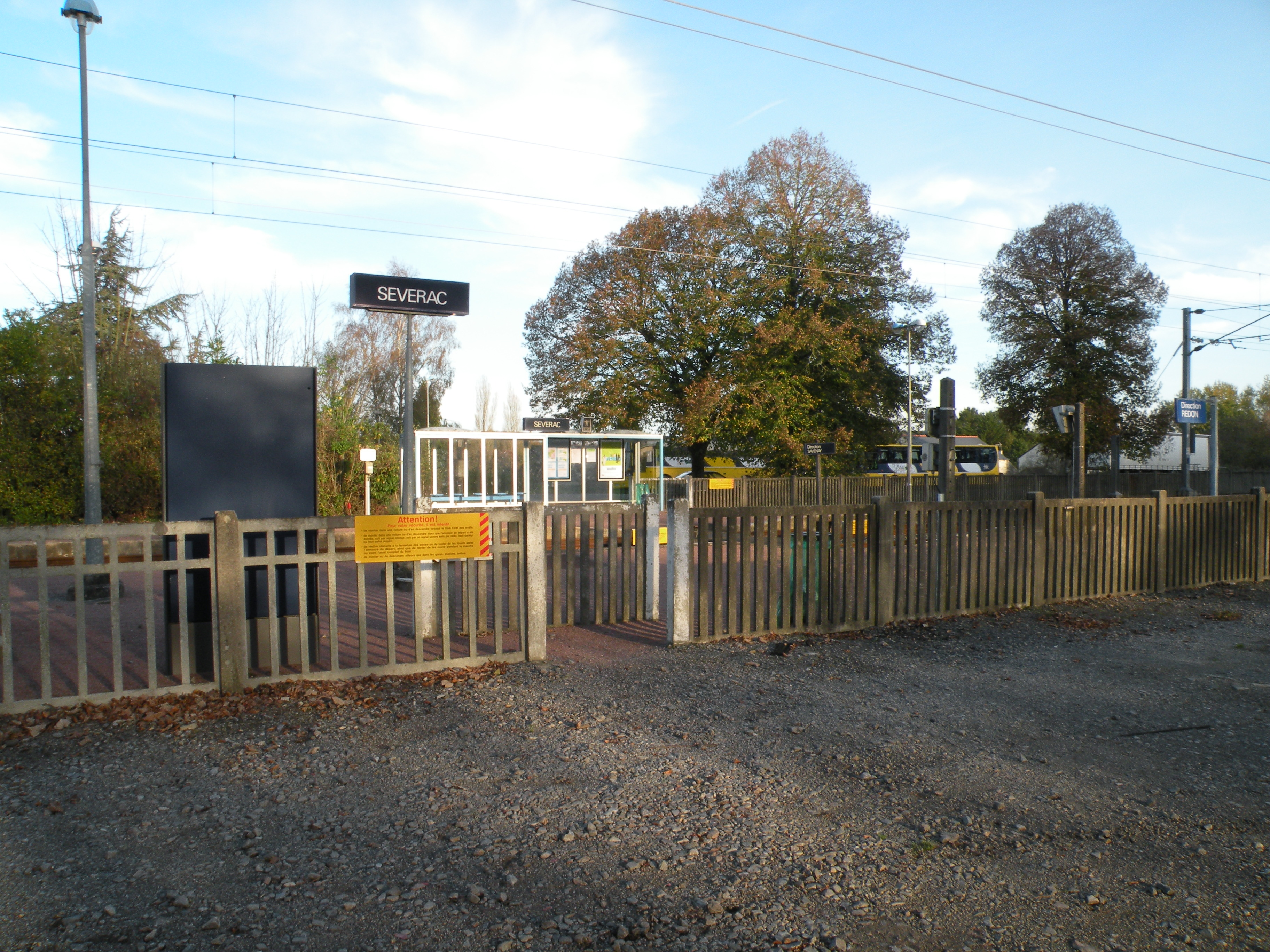
Entrée par le chemin du Kaolin.
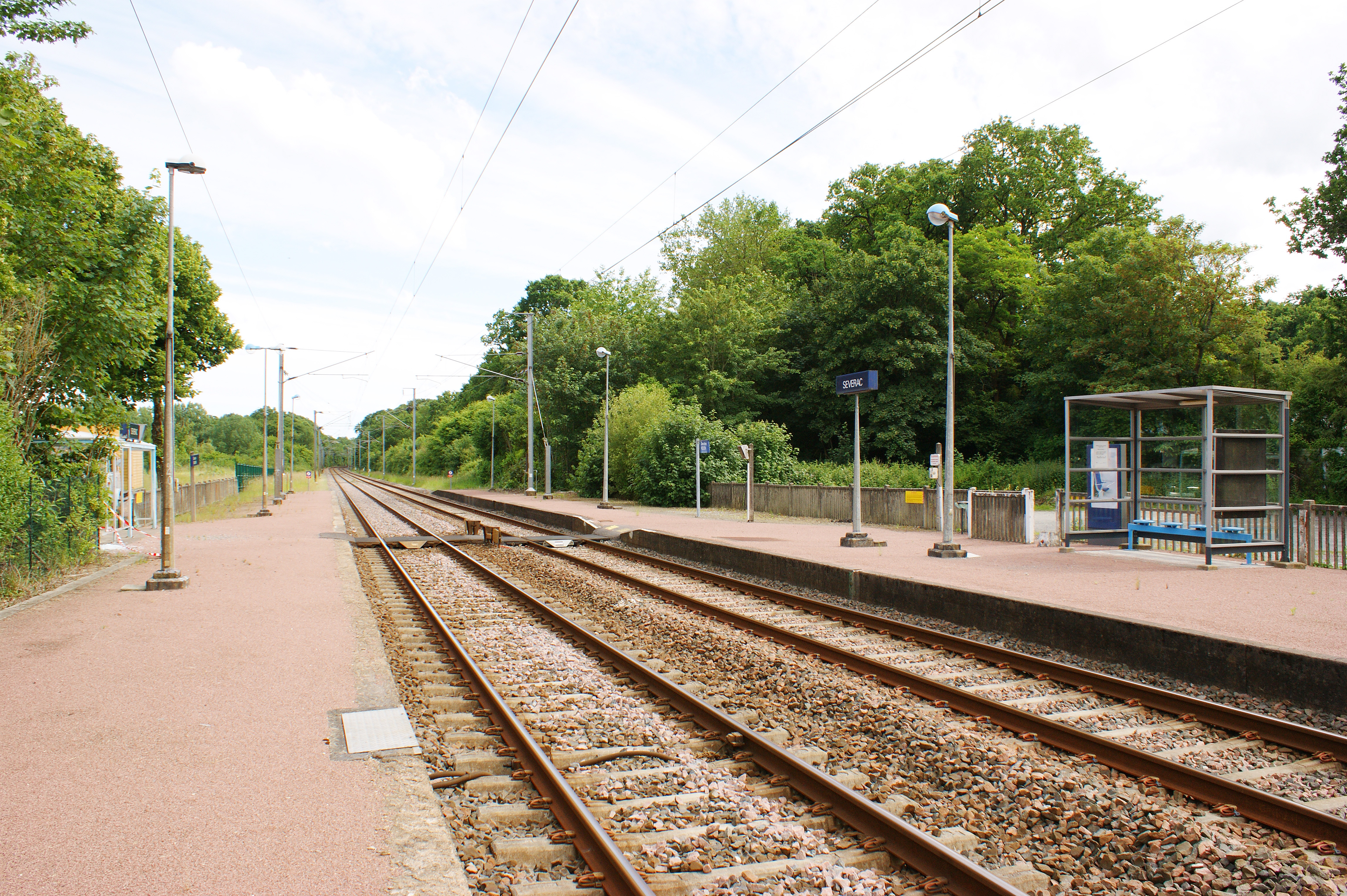
Vue d'ensemble
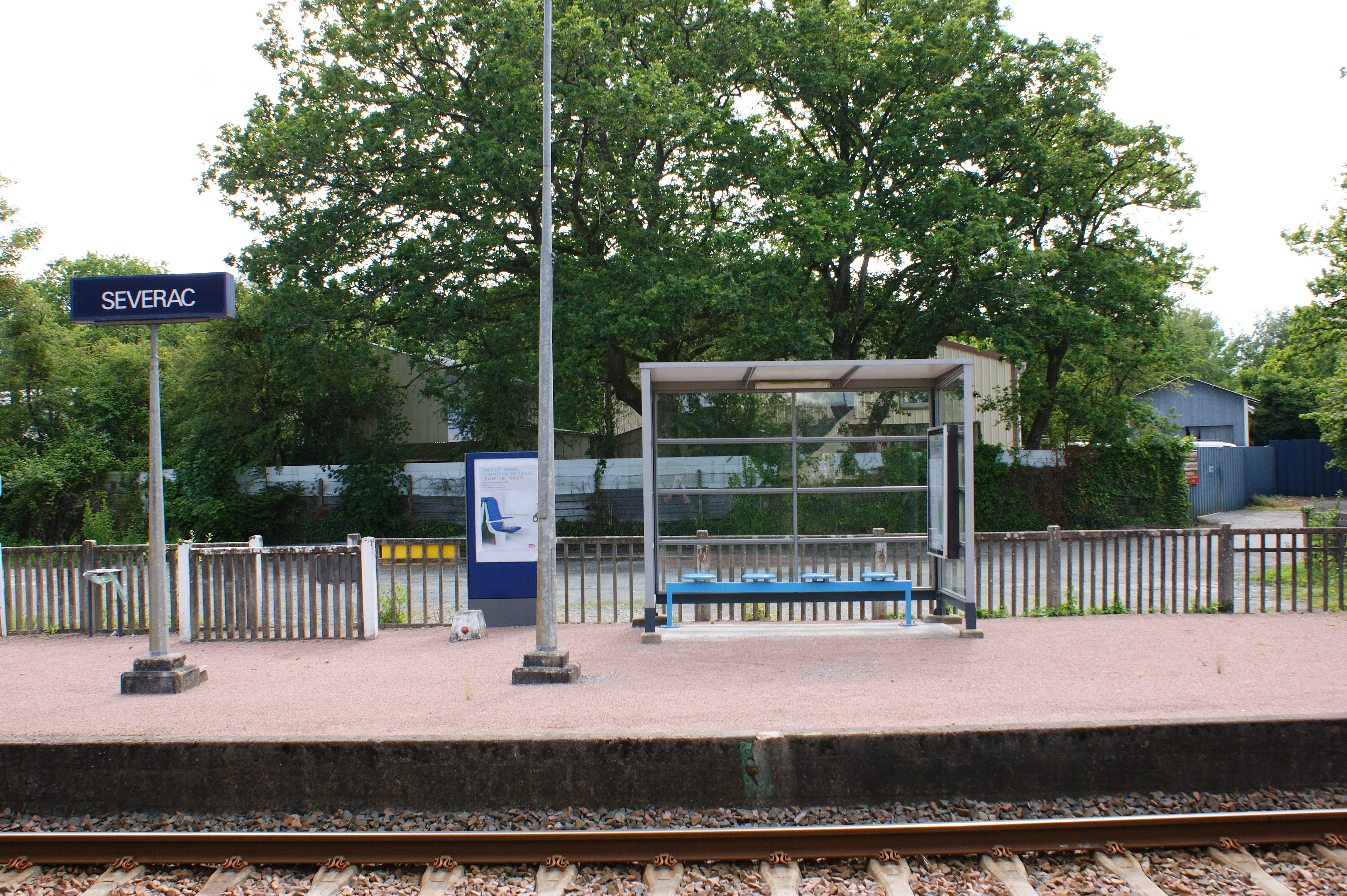
L'abri du quai pour Redon.

### Iconographie
- « la Gare, le Quartier de la Gare », sur carte postale noir et blanc de Sévérac (Loire Atlantique), no 1572, édition F. Chapeau (voyagée 1958).